# Sierra de La Plata (Colorado)
Las montañas de La Plata (del inglés: La Plata Mountains) son una pequeña cordillera que forma parte de las montañas de San Juan en el suroeste del estado de Colorado en los Estados Unidos de América.  Se localizan en el límite de los condados Montezuma y La Plata a unos 19 km al noroeste de la pequeña ciudad de Durango (16 887 hab. en 2010).
Las cumbres de la sierra se pueden ver fácilmente desde la Interestatal 160, que la flanquea por el sur. El Río La Plata y el río Mancos tienen sus nacientes en la cordillera. El sendero de Colorado (Colorado Trail) accede incluso a los picos más altos del norte.
El pico más conocido y también el más elevado es el monte Hesperus, que es una montaña sagrada de los navajos al norte. Las cinco cumbres más altas se listan a continuación:
- Monte Hesperus, 4033 m
- Pico Lavender, 4032 m
- Monte Moss, 4021 m
- pico Babcock, 4017 m
- pico Burwell, 3860 m